# Nawałnice w Polsce (2017)

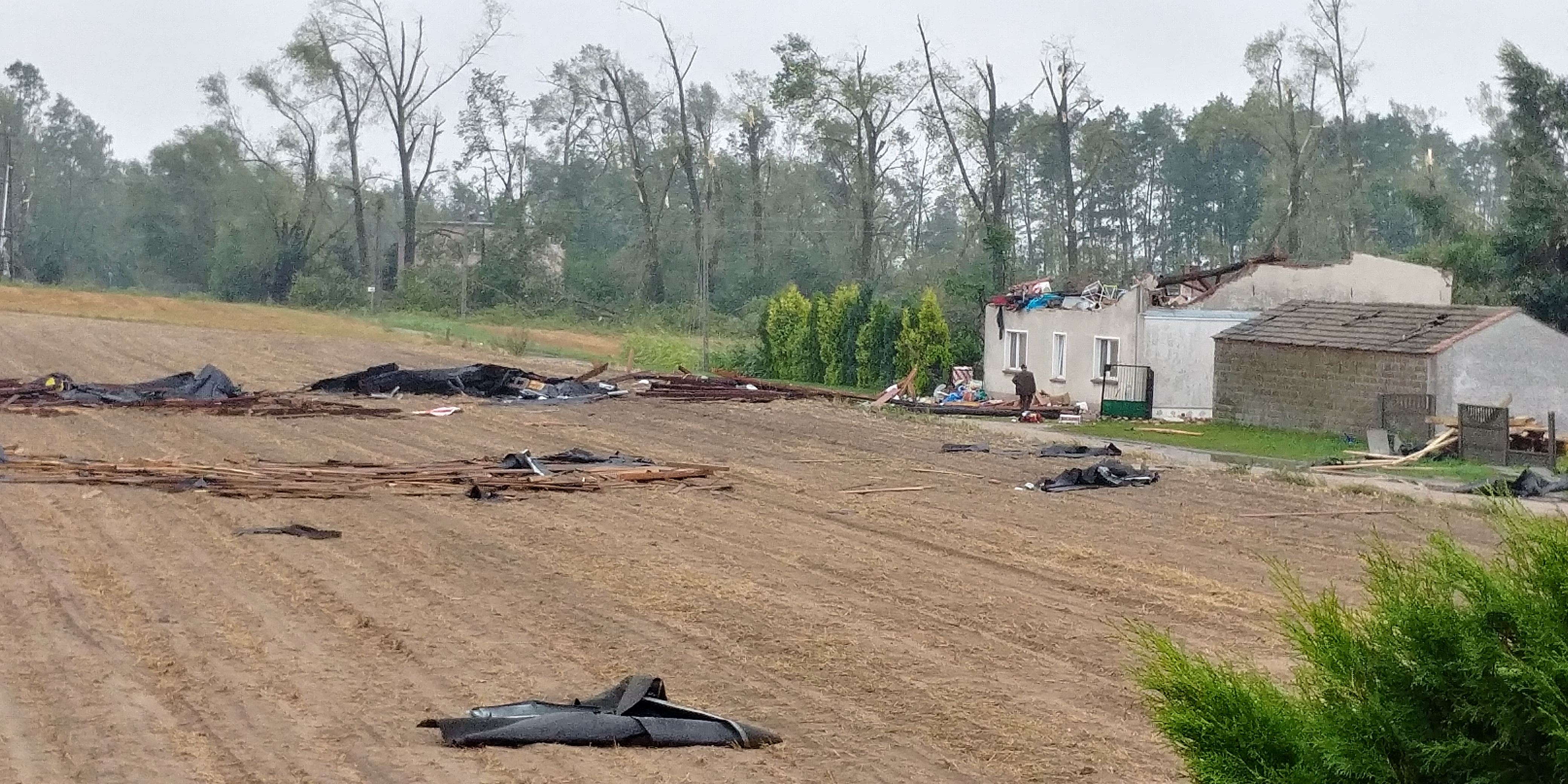
Zniszczony budynek mieszkalny w miejscowości Huta (powiat bydgoski)

Obraz satelitarny rozwijającego się derecho z godz. 19.05

Nawałnice w Polsce z  10 i 11 sierpnia – katastrofalne w skutkach zjawisko pogodowe (burza wielokomórkowa typu bow echo o długości 300 km), które spowodowało śmierć 6 osób.

## Sytuacja meteorologiczna
10 sierpnia 2017 roku około północy znad Czech i Niemiec zaczęły wkraczać komórki burzowe. Około 2:00 nad województwem dolnośląskim powstało kilka groźnych superkomórek burzowych. Około 5:00 widać tworzącą się strukturę bow echo. Potężny układ wielokomórkowy w formie bow echo mający szerokość około 200-300 km przetoczył się w pierwszej połowie doby w pasie od linii Poznań-Katowice, przez Ziemię Łódzką, północną część Górnego Śląska, wschodnią i centralną Wielkopolskę, Mazowsze, południe Kujaw, południowe i wschodnie Mazury i północną Lubelszczyznę aż po Podlasie. Spowodował liczne szkody wiatrowe, głównie w centralnej części województwa łódzkiego, na zachodzie i w centrum Mazowsza, oraz na pograniczu Ziemi Łódzkiej, Wielkopolski i Dolnego Śląska. 11 sierpnia 2017 (ok. godziny 14) wydano ostrzeżenie drugiego stopnia o burzach z gradem obowiązujące do godziny 21 tego samego dnia. 
Najgwałtowniejsza burza przeszła w godzinach popołudniowych, wieczornych oraz w nocy z 11 na 12 sierpnia 2017 w pasie od Dolnego Śląska przez Wielkopolskę i Kujawy po Pomorze Gdańskie oraz Warmię. Prędkość wiatru w porywach podczas przejścia tego układu osiągała 120 km/h, a punktowo przekraczała nawet 150 km/h.

## Skutki
Największe straty materialne odnotowano w województwach: kujawsko-pomorskim (powiaty: bydgoski, nakielski, sępoleński, tucholski i żniński) oraz pomorskim (31 gmin w powiatach: bytowskim, chojnickim, człuchowskim, kartuskim, kościerskim i lęborskim), a także w wielkopolskim. Ogółem oszacowane straty w zniszczonych budynkach to ponad 250 milionów złotych. Ogólna wielkość strat w województwie kujawsko-pomorskim wyniosła ok. 200 mln zł, woj. wielkopolskim – 38 mln zł, a pomorskim – 27 mln zł.
W całej Polsce zniszczonych zostało 72 tys. ha upraw. Ostateczne straty w woj. pomorskim oszacowano na 2,7 mld zł. Do listopada 2017 tylko w woj. kujawsko-pomorskim na wypłatę pomocy finansowej dla poszkodowanych gminy otrzymały 54 mln zł. W czerwcu 2018 Komisja Europejska w ramach Funduszu Solidarności Unii Europejskiej przyznała 12,2 mln euro na likwidację skutków nawałnicy w woj. kujawsko-pomorskim, pomorskim i wielkopolskim. Środki te, przeznaczone m.in. na remonty zniszczonej infrastruktury publicznej i finansowanie tymczasowego zakwaterowania poszkodowanych, zostały uruchomione przez rząd dopiero w maju 2019.
Skutkiem nawałnicy było zniszczenie lub uszkodzenie prawie 12,5 tys. budynków lub lokali mieszkalnych (oszacowana wartość strat wyniosła ponad 68 mln zł), ponad 10 tys. budynków gospodarczych (oszacowana w połowie tych obiektów wartość strat wyniosła ok. 59 mln zł), 901 obiektów infrastruktury komunalnej, w tym 20 mostów, 1103 km dróg, 129 budynków szkolnych i oświatowych, 49 stacji uzdatniania wody i oczyszczalni ścieków. Łączne straty w obiektach infrastruktury komunalnej oszacowano na ponad 260 mln zł.
Tylko na obszarze województwa kujawsko-pomorskiego w wyniku nawałnicy ucierpiały dwa tysiące domów (na ogólna liczbę 6 tys. uszkodzonych budynków); w samej gminie Sośno zniszczeniu uległo 1450 budynków, w tym 496 mieszkalnych i 954 niemieszkalnych. W pierwszych godzinach po kataklizmie 132 tysiące osób z 1140 miejscowości pozbawionych było energii elektrycznej, przy czym czas wyłączenia w wielu wypadkach wynosił od kilku dni (np. miasto Tuchola) do kilkunastu. Uszkodzonych zostało 3 tys. stacji średniego napięcia, 129 linii przesyłowych. W kulminacyjnym momencie nieczynnych i uszkodzonych zostało około 12 głównych punktów zasilania.

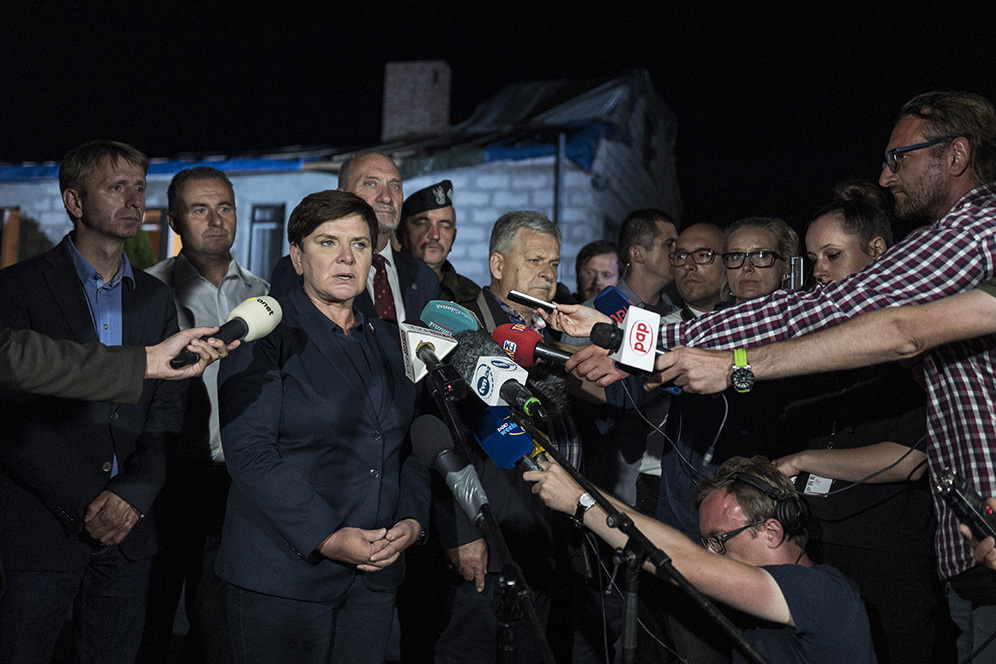
Premier Beata Szydło w zniszczonej wsi Rytel, 15 sierpnia 2017

Na obozie harcerskim zorganizowanym przez Okręg Łódzki ZHR, położonym w lesie pomiędzy miejscowościami Suszek i Lotyń (powiat chojnicki) zginęły dwie harcerki, a 22 innych harcerzy zostało rannych. Liczba rannych w skali kraju wyniosła 62 osoby, w tym 23 strażaków.
Lasy Państwowe oszacowały straty w drzewostanie na 8,2 mln m³ drewna, a 45 tysięcy hektarów lasów będzie potrzebowało odnowienia. Na obszarze podległym Regionalnej Dyrekcji Lasów Państwowych w Gdańsku zniszczeniu uległo od 30 do 36 mln drzew, czyli blisko 10 tys. hektarów lasu, w tym ponad 4,7 tys. ha całkowicie (z czego 4,2 tys. ha przypadło na Nadleśnictwo Lipusz). Z kolei na terenie Regionalnej Dyrekcji Lasów Państwowych w Toruniu całkowitemu zniszczeniu uległo 17,8 tys. ha lasów, głównie w nadleśnictwach Rytel, Czersk, Runowo, Przymuszewo i Szubin. Usuwanie wiatrołomów zakończono dopiero w 2019, zbierając ponad 5,2 mln metrów sześciennych drewna.
Na terenach o największych zniszczeniach ogłoszono stan siły wyższej o zasięgu ponadlokalnym oraz powołano zespoły kryzysowe, które zajęły się organizacją i koordynacją działań zmierzających do zabezpieczenia tych terenów przed szkodnictwem leśnym, a także uprzątnięciem powalonych drzew z dróg leśnych oraz przeprowadzeniem dokładnej inwentaryzacji szkód. Oszacowano, że uprzątnięcie powalonych drzew zajmie 2 lata.
W ciągu roku po katastrofie Lasy Państwowe na sprzedaży powalonego drewna przez Regionalne Dyrekcje Lasów Państwowych w Gdańsku, Toruniu, Poznaniu i Szczecinku zarobiły ponad 810 mln zł. Jest to o 250 proc. więcej niż wartość drewna sprzedanego przez RDLP w Gdańsku w całym 2016 (w tym samym roku całe Lasy Państwowe sprzedały drewno za 7,4 mld zł). Nabywcami byli producenci papieru, celulozy i palet; część drewna wyeksportowano do Estonii, Węgier, Szwecji i w kontenerach do Chin. Według szacunków z 2018 z powalonych drzew można uzyskać nawet 10 mln m³ drewna. 
Od 10 do 22 sierpnia 2017 Państwowa Straż Pożarna interweniowała 25997 razy. Silny wiatr zerwał dachy z 4893 budynków (3522 mieszkalnych).
Do likwidacji skutków nawałnic zostało skierowane wojsko, m.in. 14 sierpnia 2017 pomocy udzielił 34. Batalion Radiotechniczny w Nieżychowicach, pomimo tego, że wnioskował o nią wójt Gminy Chojnice, a nie właściwy wojewoda, który był jedyną upoważnioną do tego ustawowo osobą. 15 sierpnia 2017 wojsko zajęło się przywracaniem dojazdów do miejscowości, a w okolicach miejscowości Zapora oczyściło z powalonych drzew koryto Brdy, likwidując powstające spiętrzenia wody mogące spowodować lokalne podtopienia. Mimo tego nie wprowadzono jednak stanu klęski żywiołowej.
Najwyższa Izba Kontroli przeprowadziła badania funkcjonowania i skuteczności systemu ochrony ludności w ramach struktur zarządzania kryzysowego i obrony cywilnej. Po przejściu nawałnicy w nocy z 11 na 12 sierpnia 2017 kontrolerzy rozszerzyli swoje działania m.in. o Pomorski Urząd Wojewódzki. Efektem kontroli stał się opublikowany w styczniu 2019 raport, z którego konkluzji wynika, że w Polsce nie funkcjonuje skuteczny system ochrony ludności. Organy odpowiedzialne za realizację zadań z zakresu zarządzania kryzysowego oraz obrony cywilnej nie stworzyły adekwatnych do występujących zagrożeń struktur, nie wdrożyły skutecznych procedur oraz nie zapewniły niezbędnych zasobów, umożliwiających właściwe zarządzanie w przypadku wystąpienia sytuacji kryzysowych. Zarządzanie kryzysowe realizowane na terenie gmin okazało się w dużej mierze fikcyjne, a istniejące procedury w ogóle nie przewidziały ewentualności wzajemnego przekazywania informacji o zagrożeniach między sąsiednimi województwami.